# لنز ام. زویکو دیجیتال ئی‌دی ۹–۱۸میلی‌متر اف/۴–۵٫۶
لنز ام.زویکو دیجیتال ئی‌دی ۹-۱۸میلی‌متر اف/۴-۵٫۶ (به انگلیسی: M.Zuiko Digital ED 9-18mm f/4-5.6 lens) نام لنز دوربین عکاسی از نوع زوم واید است که توسط شرکت المپوس تولید می‌شود. فاصلهٔ کانونی این لنز ۹ تا ۱۸ میلی‌متر، دیافراگم آن دارای ۷ تیغه و ضریب اف آن اف ۴٫۰ تا ۵٫۶ تا اف ۲۲ است. این لنز در 2010 میلادی تولید و عرضه شده‌است.